# Ха-Ихуд ха-Леуми — Ткума
Ха-Ихуд ха-Леуми — Ткума (ивр. האיחוד הלאומי – תקומה‎, до 2021 года — Ткума ивр. תקומה‎, первоначальное название: Эмуним), также известная как Религиозный сионизм (ивр. הציונות הדתית‎, Ха-Цийонут ха-Датит) — израильская политическая партия религиозно-сионистской направленности.

## История партии
Создана депутатами Хананом Поратом и Цви Генделем в 1998 году после их выхода из состава «Мафдал». Вместе с партиями «Моледет» и новым «Херутом» вошла в блок «Ихуд Леуми» («Национальное Единство»), получивший 4 места в Кнессете на выборах 1999 года. Также входила в этот блок в обновлённом составе на выборах 2003 года и в коалицию Ариэля Шарона, но вышла из коалиции перед отступлением из Газы. Партия была распущена в 2008 году для участия в создании «Ха-Баит ха-Йехуди» (ивр. הבית היהודי‎, «Еврейский Дом»), представляющей религиозных сионистов. Однако, когда выяснилось, что новая партия мало чем отличается от прежнего «Мафдала», «Ткума» была воссоздана и вновь вошла в «Ихуд Леуми», который получил 4 места на выборах 2009 года. Кроме «Ткумы», в блок вошли партии «Моледет», «Ха-Тиква» и «Эрец Исраэль Шелану», каждой из которых досталось одно место. В кнессете партию представлял Ури Ариэль.
В 2012 году «Ихуд леуми» развалился, и «Ткума» подписала договор о совместном выдвижении на выборы с партией «Еврейский Дом» . Параллельно партия сменила своё название на «Ихуд Леуми-Ткума» . На выборах 2015 года сотрудничество продолжилось.
К первым выборам 2019 г. назначается новый лидер партии, Бецалель Смотрич. На этих выборах партия выдвигалась в рамках блока Союз правых партий. К вторым выборам 2019 г. Союз правых партий вступил в состав блока Ямина, как и «Ткума — Ихуд Леуми».
После того, как Бецалель Смотрич решил не продолжать баллотироваться в составе списка Ямина во главе с Нафтали Беннетом, в преддверии выборов в Кнессет двадцать четвёртого созыва, 3 февраля 2021 года партия изменила название на «Религиозный сионизм». Список возглавил Бецалель Смотрич. На эти выборы партия шла единым списком с двумя другими партиями: председатель партии «Оцма Йехудит» Итамар Бен-Гвир занял третье место, а председатель партии Ноам Ави Маоз — шестое. Список получил 6 мандатов на выборах и вошел в Кнессет 24-го созыва. Один мандат был добавлен к нему с переходом из Ликуда Офира Софера, место которого в кнессете было зарезервировано председателем «Ликуда» Биньямином Нетаньяху после слияния трех партий.
В преддверии выборов в Кнессет двадцать пятого созыва партии «Ноам» и «Оцма Йехудит» объявили, что будут баллотироваться отдельно. 26 августа 2022 года между Бецалелем Смотричем и Итамаром Бен-Гвиром было подписано соглашение при посредничестве председателя оппозиции Биньямина Нетаньяху о совместном баллотировании и партии «Ноам» и «Оцма Йехудит» вернулись в список «Религиозного сионизма».
В августе 2023 года партия слилась с «Еврейским домом» в партию «Национальная религиозная партия – Религиозный сионизм».

## Лидеры
| Лидер | Лидер | Лидер            | Вступил в должность | Покинул должность |
| ----- | ----- | ---------------- | ------------------- | ----------------- |
| 1     |       | Ханан Порат      | 1998                | 1999              |
| 2     |       | Цви Гендель      | 1999                | 2009              |
| 3     |       | Яаков Кац        | 2009                | 2012              |
| 4     |       | Ури Ариэль       | 2012                | 2019              |
| 5     |       | Бецалель Смотрич | 2019                | 2023              |

## Результаты на выборах в кнессет
| Голосов       | Лидер            | Голосов                          | %                                | Мест     | +/- | Статус                |
| ------------- | ---------------- | -------------------------------- | -------------------------------- | -------- | --- | --------------------- |
| 1999          | Ханан Порат      | По списку Ихуд леуми             | По списку Ихуд леуми             | 1 из 120 | -   | Оппозиция (1999-2001) |
| 1999          | Ханан Порат      | По списку Ихуд леуми             | По списку Ихуд леуми             | 1 из 120 | -   | Коалиция (2001-2003)  |
| 2003          | Цви Гендель      | По списку Ихуд леуми             | По списку Ихуд леуми             | 2 из 120 | ▲ 1 | Коалиция (2003-2004)  |
| 2003          | Цви Гендель      | По списку Ихуд леуми             | По списку Ихуд леуми             | 2 из 120 | ▲ 1 | Оппозиция (2004-2006) |
| 2006          | Цви Гендель      | По списку Ихуд леуми-МАФДАЛ      | По списку Ихуд леуми-МАФДАЛ      | 2 из 120 | ▬   | Оппозиция             |
| 2009          | Яаков Кац        | По списку Ихуд леуми             | По списку Ихуд леуми             | 2 из 120 | ▬   | Оппозиция             |
| 2013          | Ури Ариэль       | По списку Еврейский дом          | По списку Еврейский дом          | 4 из 120 | ▲ 2 | Коалиция              |
| 2015          | Ури Ариэль       | По списку Еврейский дом          | По списку Еврейский дом          | 2 из 120 | ▼ 2 | Коалиция              |
| Апрель 2019   | Бецалель Смотрич | Единый список Союз правых партий | Единый список Союз правых партий | 2 из 120 | ▬   | Досрочные выборы      |
| Сентябрь 2019 | Бецалель Смотрич | По списку Ямина                  | По списку Ямина                  | 2 из 120 | ▬   | Досрочные выборы      |
| 2020          | Бецалель Смотрич | По списку Ямина                  | По списку Ямина                  | 2 из 120 | ▬   | Оппозиция             |
| 2021          | Бецалель Смотрич | 225 641                          | 5,12                             | 4 из 120 | ▲ 2 | Оппозиция             |
| 2022          | Бецалель Смотрич | 516 146                          | 10,83                            | 7 из 120 | ▲ 3 | Коалиция              |

### Комментарии
1. ↑  Оцма Йехудит и Ноам шли со списком Религиозного сионизма; весь список получил шесть мест, из которых по одному — Оцма Йехудит и Ноам.
2. ↑  Оцма Йехудит и Ноам шли со списком Религиозного сионизма; весь список получил четырнадцать мест, из которых Оцма Йехудит получила шесть, а Ноам — одно